# رانکویتس
رانکویتس (به آلمانی: Rankwitz) یک شهر در آلمان است که در فرپومرن-گرایفسوالد واقع شده‌است. رانکویتس ۵۸۱ نفر جمعیت دارد.